# Hammer an der Uecker
Hammer an der Uecker es un municipio situado en el distrito de Pomerania Occidental-Greifswald, en el estado federado de Mecklemburgo-Pomerania Occidental (Alemania), a una altura de 10 metros. Su población a finales de 2016 era de 450 habs. y su densidad poblacional, 20 hab/km².